# Chrysocercops hopeella
Chrysocercops hopeella là một loài bướm đêm thuộc họ Gracillariidae. Nó được tìm thấy ở Malaysia (Pahang and Selangor).
Sải cánh dài 4,5-5,1 mm.
Ấu trùng ăn Hopea nutans và Hopea odorata. Chúng ăn lá nơi chúng làm tổ. Tổ kén giống với tổ của Chrysocercops melastigmata.